# Igor Alves (zapaśnik)
Igor Fernando Alves de Queiroz (ur. 24 października 2001) – brazylijski zapaśnik walczący w stylu klasycznym. Zajął 21. miejsce na mistrzostwach świata w 2022 i 2023 roku. 
Brązowy medalista igrzysk panamerykańskich w 2023, a także mistrzostw panamerykańskich w 2021 i 2023. Wicemistrz igrzysk Ameryki Południowej w 2022. Wygrał igrzyska panamerykańskie młodzieży w 2021. Mistrz panamerykański juniorów 2018 roku.